# Nikolaus Pompeius
Nikolaus Pompeius auch: Pompejus (* 31. Juli 1591 in Golßen; † 1. Oktober 1659 in Wittenberg) war ein deutscher Philologe und Mathematiker.

## Leben
Pompeius war ein Sohn des Pfarrers Andreas Pompeius und dessen Frau Maria Schulz. Er kam 1616 als Lehrer einiger Adliger an die Universität Wittenberg, wo er sich am 27. Juni immatrikulierte. Hier studierte er Philosophie und Theologie, wobei er sich besondere rhetorische Fähigkeiten aneignete. Daneben befasste er sich mit einem Nachschlagewerk für lateinische Grammatik, welches 1620 in Köthen unter dem Titel Compendium grammaticae Latinae ad didacticam erschien. Am 16. März 1624 erwarb er sich den akademischen Grad eines Magisters der Philosophie. Danach reiste er mit einigen Adligen an die Universität Leipzig und immatrikulierte sich am 15. November 1630 an der theologischen Fakultät der Universität Straßburg. Nachdem er auch weitere Universitäten besucht hatte, kehrte er nach Wittenberg zurück und begann Privatvorlesungen zu halten.
Am 13. November 1637 wurde er Adjunkt der philosophischen Fakultät und im selben Jahr ernannte man ihn zum Professor der niederen Mathematik in Wittenberg. In seiner Eigenschaft als Hochschullehrer der Leucorea beteiligte er sich auch an den organisatorischen Aufgaben der Bildungseinrichtung. So war er in den Wintersemestern 1639, 1644, 1650, sowie 1656 Dekan der philosophischen Fakultät und im Sommersemester 1646 Rektor der Alma Mater. Nach seinem Tod errichtete man in der Wittenberger Stadtkirche ein Epitaph mit der Inschrift: NICOLAUS POMPEJUS, Lusatus, Mathem. infer. P. P. qui natus cIↄ Iↄ XCI. Jul. d. 31. denatus cIↄ Iↄ CLIX Octobr. d. 2. Professorio functus munere annis prope XXII. und Johannes Kreße veröffentlichte 1682 unter dem Titel Praecepta Chiromantica Clarissimi Nicolai Pompei Inferiorum Mathematum in alma Wittebergensium Academia, dum vixit Professoris celeberrimi, praelecta olim ab ipso, Anno Christiianorum 1653 tio, jam vero recognita, descripta, figurisque ligno incisis aucta den inhaltlichen Bestandteil seiner Vorlesungen.
Pompejus hatte sich 1640 mit Maria Dhen, der Witwe des Gerhard Beck, verheiratet. Von den aus dieser Ehe stammenden Kindern kennt man Nicolaus Andreas Pompejus (1643–1702), Christian August Pompejus (* 18. April 1646; † 1. September 1684);, Anna Dorothea Pompeia (* 1650; † 1658), Maria Catharina Pompeia und Agnes Dorothea Pompeia.